# Trilemme

Le, Fast (« rapide »), Good (« bon ») et Cheap (« pas cher »), est un exemple de trilemme sous forme de diagramme de Venn sans zone centrale commune.

Un trilemme est une situation qui offre le choix entre trois alternatives menant à des résultats différents et dont les partis sont d'égal intérêt. Dérivé du dilemme, il se distingue de ce dernier par le nombre d'alternatives impliquées. Généralement, les possibilités offertes sont présentées aussi attirantes ou repoussantes les unes par rapport aux autres.
En logique, un trilemme peut être exprimé de deux manières équivalentes : il peut être un choix entre trois options défavorables ou un choix parmi trois options favorables.
Le concept est également utilisé en philosophie et en économie.

## Histoire
L'une des premières utilisations du trilemme est attribuée au philosophe grec Épicure, qui, selon David Hume, l'aurait utilisé pour rejeter l'idée d'un Dieu omnibénévolent et omnipotent, :
1. Si Dieu est incapable de prévenir le mal, alors il n'est pas tout-puissant.
2. Si Dieu ne veut pas prévenir le mal, alors il n'est pas infiniment bon.
3. Si Dieu veut et peut prévenir le mal, alors pourquoi ce dernier existe-t-il ?

Bien qu'attribué à Épicure, cela pourrait être également le travail de l'un des premiers philosophes sceptiques (possiblement Carnéade). En philosophie, le développement de ce trilemme est souvent rattaché au problème du mal.
On retrouve la première utilisation connue du terme « trilemme » en 1672 par le prêtre britannique Philip Henry (en). Le terme aurait été « découvert » indépendamment par Isaac Watts en 1725.

## Exemples de trilemme

### Trilemme de Münchhausen
En épistémologie, le trilemme de Münchhausen est un terme désignant l'impossibilité de prouver une vérité « certaine », même dans le domaine de la logique ou des mathématiques. Attribué au philosophe allemand Hans Albert, il s'énonce ainsi :
1. Toute justification visant à établir une connaissance « certaine » doit également justifier les moyens qu'elle utilise, ce qui l'entraîne dans une régression à l'infini.
2. On peut s'arrêter aux évidences établies par le sens commun, aux principes fondamentaux, parler ex cathedra ou toute autre stratégie dans le même sens mais, ce faisant, on abandonne l'idée d'une justification « certaine ».
3. La troisième corne du trilemme est l'application d'un argument circulaire.

### Trilemmes de John Stuart Mill
John Stuart Mill est connu pour avoir formulé certains raisonnements pouvant s'exprimer sous forme de trilemmes.
- Dans De la liberté, lors de son argumentation contre la suppression de la liberté d'expression, il affirme que ceux qui veulent justifier une telle suppression font face à un trilemme. Ainsi, si la liberté d'expression est supprimée, l'opinion censurée est soit[trad 3] :

1. Vraie –  dans ce cas, la société est privée de la chance de changer l'erreur en vérité,
2. Fausse –  dans ce cas, l'opinion va créer une « impression plus vive » de la vérité, permettant aux gens de justifier le point de vue correct,
3. À moitié vraie –  dans ce cas, elle contient un élément oublié de la vérité qu'il est important de mettre en lumière, avec la possibilité d'effectuer une synthèse des opinions divergentes qui représentent la vérité entière.

- Certains principes politiques et économiques présentés dans Principles of Political Economy (en)[5] peuvent être illustrés sous forme d'un trilemme entre la liberté, l'égalité et l'efficacité[6].

### Trilemme de la Terre
Le « trilemme de la Terre », ou « trilemme 3E » (3E Trilemma), est un terme utilisé par des scientifiques œuvrant dans les domaines de l'énergie et de protection de l'environnement. Le trilemme réunit les trois E (économie, énergie, environnement).

« Le développement économique (E : économie) se fait par l'accroissement des dépenses énergétiques (en) (E : énergie), ce qui entraîne des enjeux environnementaux (E : environnement) par l'émission de polluants. »

— Yoshiro Hamakawa, New Energy Option for 21st Century,

### Trilemme de la population
En 2019, dans un article paru dans la revue Le Débat, Maxime De Blasi caractérise un trilemme (ou triangle d'incompatibilité) entre la population mondiale, le niveau de vie et la préservation de la planète : Deux items peuvent être atteints concomitamment mais au détriment du troisième. Ainsi, la préservation de la Terre et de ses espèces ne pourrait se faire qu’en diminuant la population ou en réduisant le niveau de vie, leur croissance simultanée depuis la révolution industrielle condamnant la Terre à moyen terme. Sur la base des projections de la population et du PIB mondial à l'horizon 2050, il évalue l'effort nécessaire à une réduction de la population (ou du niveau de vie) dans un facteur 4 à 5 par rapport au maximum, soit entre 2 et 3 milliards d'habitants (hypothèse d'un doublement du PIB mondial d'ici à 2050), ou un PIB mondial ramené à 35 000 milliards de dollars (hypothèse de 11 milliards d'habitants en 2050).